# Park Joo-bong
Park Joo-bong (Hangul: 박주봉, Hanja: 朴柱奉, HKR: Bak Ju-bong, M-R: Pak Chu-bong) (Imsil (Jeollabuk-do), 5 december 1964) is een voormalig Zuid-Koreaans badminton-speler.
Joo-bong is de succesvolste deelnemer aan de wereldkampioenschappen badminton, met vijf titels: twee in het herendubbelspel en drie in het gemengd dubbelspel. Verder won hij twee olympische medailles en negen keer de All England Open Badminton Championships. Hoewel Joo-bong meestal in het dubbelspel speelde, heeft hij ook overwinningen geboekt in het enkelspel in onder andere de Thomas Cup.
Joo-bong is de huidige coach van het Japanse badmintonteam en werd opgenomen in de Badminton Hall of Fame in 2001.

## Olympische Spelen
Joo-bong deed voor Zuid-Korea mee in het herendubbelspel op de Olympische Spelen van 1992 in Barcelona, samen met Kim Moon-soo. Ze bereikten de finale en wonnen het goud door de Indonesiërs Eddy Hartono en Rudy Gunawan te verslaan met 15-11 en 15-7.
Joo-bong kwalificeerde zich voor de Olympische Spelen van 1996 in Atlanta in het gemengd dubbelspel, samen met Ra Kyung-min. Ze bereikten de finale maar verloren daar van een ander Koreaans team, bestaande uit Joo-bongs vroegere partner Kim Moon-soo en Gil Young-ah, met 13-15, 15-14 en 15-12.

## Erelijst

### Wereldkampioenschappen
1983:
- Derde in het herendubbelspel (samen met Lee Eun Ku).

1985:
- Eerste in het herendubbelspel (samen met Kim Moon-soo).
- Eerste in het gemengd dubbelspel (samen met Yoo Sang-hee).

1987:
- Derde in het herendubbelspel (samen met Kim Moon-soo).

1989:
- Eerste in het gemengd dubbelspel (samen met Chung Myung Hee).

1991:
- Eerste in het herendubbelspel (samen met Kim Moon Soo).
- Eerste in het gemengd dubbelspel (samen met Chung Myung Hee).

### Overige toernooien
Aziatische Spelen:
- Eerste in het herendubbelspel op de Aziatische Spelen van 1986 in Seoel.
- Eerste in het gemengd dubbelspel op de Aziatische Spelen van 1986.
- Eerste in het gemengd dubbelspel op de Aziatische Spelen van 1990 in Peking.

Aziatische kampioenschappen:
- Eerste in het herendubbelspel op de Aziatische kampioenschappen badminton in 1991 in Maleisië.
- Eerste in het gemengd dubbelspel op de Aziatische kampioenschappen badminton in 1991.

Overige grote toernooien:
- Eerste in het herendubbelspel op de Open Engelse kampioenschappen in 1985, 1986, 1989 en 1990.
- Eerste in het gemengd dubbelspel op de Open Engelse kampioenschappen in 1986, 1989, 1990, 1991 en 1996.
- Eerste in het herendubbelspel op de Open Koreaanse kampioenschappen in 1991 en 1992.
- Eerste in het gemengd dubbelspel op de Open Koreaanse kampioenschappen in 1991.
- Eerste in het herendubbelspel op de Open Indonesische kampioenschappen in 1991.
- Eerste in het herendubbelspel op de Open Singaporeese kampioenschappen in 1991.